# Hosahalli, Hosanagara
Hosahalli là một làng thuộc tehsil Hosanagara, huyện Shimoga, bang Karnataka, Ấn Độ.